# West-Cappel
West-Cappel – miejscowość i gmina we Francji, w regionie Hauts-de-France, w departamencie Nord.
Według danych na rok 1990 gminę zamieszkiwało 497 osób, a gęstość zaludnienia wynosiła 66 osób/km² (wśród 1549 gmin regionu Nord-Pas-de-Calais West-Cappel plasuje się na 787. miejscu pod względem liczby ludności, natomiast pod względem powierzchni na miejscu 482.).